# Hatsukoi Limited
Hatsukoi Limited (jap. 初恋限定。, Hatsukoi Rimiteddo., dt. „Erste-Liebe-Beschränkung“) ist eine Manga-Reihe, die von Mangaka Mizuki Kawashita geschrieben und gezeichnet wurde. Der Manga wurde vom Oktober 2007 bis zum Mai 2008 im japanischen Magazin Weekly Shōnen Jump veröffentlicht und von J.C.Staff im Jahr 2009 als Anime-Fernsehserie adaptiert. Inhaltlich setzt sich der Manga mit den Eigenheiten des Liebeslebens von acht Schülerinnen auseinander, die die Mittel- und Oberschule besuchen.

## Handlung
Der Manga besteht aus einer Reihe von Kurzgeschichten, die sich mit acht befreundeten Schülerinnen und deren Umfeld auseinandersetzen. Jedes der Kapitel geht dabei genauer auf einen der verschiedenen Hauptcharaktere ein. Dennoch lassen sich die einzelnen Geschichten zu einer zusammenhängenden Geschichte zusammensetzen.

## Charaktere

### Mittelschüler
Bei den Mittelschülern bilden sich zunächst mehrere enger befreundete Gruppen heraus. So sind die fünf Mädchen Ayumi, Kei, Koyoi, Rika und Nao sehr eng miteinander befreundet und verbringen sowohl in der Schule als auch in ihrer Freizeit viel Zeit miteinander.
Ayumi Arihara (有原 あゆみ, Arihara Ayumi)
Sie besucht die Mittelschule im zweiten Jahrgang und steht im Mittelpunkt des ersten Kapitels. Nachdem sie bisher von keinem Schüler ein Liebeserklärung erhielt, bekommt sie plötzlich von Misao Saitsu einen Brief übergeben. Obwohl sie das Angebot nicht sofort ausschlägt, fühlt sie sich von Misaos monströser Erscheinung bedroht. Als sie sich selbst als sehr stark herausstellt, kommen sich die beiden näher. Dennoch lernt sie nach einem Anfall in der Schule auch Misaos jüngeren Bruder Mamoru kennen, in den sie sich auf der Stelle verliebt. Nun sieht sie sich mit der Situation konfrontiert, sich zwischen beiden Brüdern entscheiden zu müssen.
Kei Enomoto (江ノ本 慧, Enomoto Kei)
Sie ist eine von Ayumis Freundinnen, die dieselbe Klasse besucht. Durch ihr sehr erwachsen wirkendes Äußeres ist sie bei Jungen sehr beliebt. Für sie jedoch ist die empfangene Aufmerksamkeit nur eine Last, auf Grund der Einseitigkeit der Gefühle. Sie gibt offen zu, dass für sie das Aussehen eines Jungen der wesentliche Faktor in einer Beziehung ist. Gleichzeitig besitzt sie eine Liebe-/Hass-Beziehung (mehr Hass als Liebe) mit Etsu Kusuda. Als er ihr jedoch seine Gefühle gesteht, muss auch sie die ihrigen erwidern.
Koyoi Bessho (別所小宵, Bessho Koyoi)
Koyoi besitzt eine starke Zuneigung zu ihrem Bruder Yoshihiko, den sie als ihre zukünftige Liebe ansieht. Daher gibt sie sich stets jegliche Mühe, ihn zu verwöhnen. Sie neigt dazu, es mit ihren Nettigkeiten zu übertreiben und kann es nicht wahrhaben, dass ihr Bruder an anderen Mädchen außer ihr interessiert sein könnte. So reagiert sie überaus neidisch, sobald sich auch nur ein anderes Mädchen ihrem Bruder nähert und eine potentielle Zuneigung bekundet.
Rika Dobashi (土橋りか, Dobashi Rika)
Rika ist eine sehr sportlich und männlich wirkende Schülerin, die als Tomboy beschrieben werden kann, die keine offensichtlichen Schwächen zu besitzen scheint. Durch ihre dominante Art steht sie sich oft selbst in Beziehungen zu anderen Jungen im Weg, die es so gar nicht erst probieren, zu ihr eine Beziehung aufzubauen. Eine Ausnahme stellt für sie Haruto dar, dessen Engagement sie bewundert, obwohl er rein physisch kaum eine Chance gegen Konkurrenten hat.
Nao Chikura (千倉名央, Chikura Nao)
Sie ist ein überaus ruhiges und besonnenes Mädchen, das sich für Kunst interessiert. Neben ihrer leicht schüchternen Art ist sie auch schnell zu verängstigen und geht den meisten Problemen, wenn möglich, aus dem Weg.

## Entstehung und Veröffentlichungen
Hatsukoi Limited wurde von Zeichnerin Mizuki Kawashita verfasst. Shūeisha veröffentlichte den Manga vom 1. Oktober 2007 bis zum 26. Mai 2008 innerhalb des wöchentlich erscheinenden Magazin Weekly Shōnen Jump. Die zusammengefassten 32 Kapitel wurden in Form von vier Tankōbon-Ausgaben veröffentlicht, die jeweils acht der Kapitel beinhalten. Die Einbände zierten jeweils Ayumi Arihara, Kei Enomoto, Misaki Yamamoto und Koyoi Bessho.
- Bishōjo A to Yajū Z (美少女Aと野獣Z, dt. „Schönes Mädchen A und Monster Z“, 4. Februar 2008, ISBN 978-4-08-874482-7)[1]
- Irozuki Communication (イロヅキコミュニケーション, dt. „farbige Kommunikation“, 2. Mai 2008, ISBN 978-4-08-874515-2)[2]
- Chocolate Bomber no Yūutsu (チョコレート・ボマーの憂鬱, dt. „Die Melancholie des Schokoladen-Bombers“, 30. Juli 2008, ISBN 978-4-08-874545-9)[3]
- Hatsukoi Limited (ハツコイリミテッド, dt. „Beschränkte erste Liebe“, 4. September 2008, ISBN 978-4-08-874568-8)[4]

In Hongkong wurde die Serie durch CultureCom Comics lizenziert.

## Hörspiel
Aufbauend auf der Manga-Vorlage veröffentlichte Shūeisha im Vorfeld der Erstausstrahlung der Anime-Umsetzung am 15. Februar 2009 ein Hörspiel.

## Light Novel
Eine Umsetzung als Light-Novel wird von Sawako Hirabayashi geschrieben. Sie erschien unter dem Titel Shōsetsu Hatsukoi Limited. Winter Photography (小説 初恋限定。 ウィンター・フォトグラフィー, Shōsetsu Hatsukoi Rimiteddo. Wintā Fotogurafī; ISBN 978-4-08-703200-0) am 23. März 2009 bei Shūeisha.

## Anime
Aufbauend auf dem Manga produzierte J.C.Staff eine Anime-Fernsehserie. Sie entstand unter der Regie von Yoshiki Yamakawa und verwendete das Charakterdesign von Tomoyuki Shitaya. Die erste Folge wurde am 11. April 2009 erstmals auf dem japanischen Sender BS11 gezeigt. Die weiteren Folgen wurden dort bis zum 27. Juni 2009 übertragen.
Am 24. Juni 2009 begann in Japan die Veröffentlichung der einzelnen Folgen auf DVD und Blu-Ray. Die zwölf Folgen wurden dabei auf sechs einzelne Datenträger mit jeweils zwei Folgen verteilt, die im monatlichen Abstand veröffentlicht wurden. Als Extra (Omake) befand sich auf den ersten vier dieser Datenträger eine kürzere Animation, die sich mit der bisher nicht im Anime auftretenden Soako Andō (安藤そあこ) beschäftigte. Sie wird dabei als Dojikko dargestellt, die in der Eile vergessen hat ihre Unterwäsche anzuziehen. Dadurch sieht sie sich in der Schule mit zahlreichen peinlichen Situationen konfrontiert, an deren Ende ihr von Mamoru Zaitsu geholfen wird. Dadurch verliebt sie sich, sehr zum Leidwesen von Ayumi, in ihn.

### Synchronisation
| Rolle           | japanischer Sprecher (Seiyū) |
| --------------- | ---------------------------- |
| Ayumi Arihara   | Mariya Ise                   |
| Kei Enomoto     | Shizuka Itō                  |
| Koyoi Bessho    | Aki Toyosaki                 |
| Rika Dobashi    | Minako Kotobuki              |
| Nao Chikura     | Ayumi Fujimura               |
| Mamoru Zaitsu   | Miyu Irino                   |
| Misao Zaitsu    | Kenji Nomura                 |
| Misaki Yamamoto | Rie Tanaka                   |
| Soako Andō      | Saori Goto                   |

### Musik
Im Vorspann wurde der Titel Future Stream von Sphere (スフィア, Sufia) verwendet. Die Gruppe Sphere wurde eigentlich erst nach der Aufzeichnung des Titels gegründet und besteht aus den Seiyū Aki Toyosaki, Ayahi Takagaki, Haruka Tomatsu und Minako Kotobuki. Der Abspann Hatsukoi Limited (初恋 limited) stammt von marble.